# Нідерланди на зимових Олімпійських іграх 1956
Нідерланди на зимових Олімпійських іграх 1956 року, які проходили в італійському місті Кортіна-д'Ампеццо, була представлена 8 спортсменами (6 чоловіками та 2 жінками) у двох видах спорту: фігурне катання та ковзанярський спорт. Прапороносцем на церемонії відкриття Олімпійських ігор був ковзаняр Кес Брукман.
Нідерланди вп'яте взяли участь в зимовій Олімпіаді. Нідерландські спортсмени не здобули жодної медалі.

## Ковзанярський спорт
Чоловіки
| Дисципліна        | Спортсмен        | Дистанція | Дистанція |
| Дисципліна        | Спортсмен        | Час       | Місце     |
| ----------------- | ---------------- | --------- | --------- |
| 500 м, чоловіки   | Кес Брукман      | 44.2      | 37        |
| 500 м, чоловіки   | Вім де Графф     | 44.9      | 43        |
| 500 м, чоловіки   | Герард Марсе     | 43.1      | 22        |
| 1500 м, чоловіки  | Кес Брукман      | 2:13.1    | 11        |
| 1500 м, чоловіки  | Вім де Графф     | 2:13.1    | 11        |
| 1500 м, чоловіки  | Герард Марсе     | 2:13.1    | 11        |
| 1500 м, чоловіки  | Ніко Олстгорн    | 2:22.6    | 49        |
| 5000 м, чоловіки  | Єн ван ден Берг  | 8:19.1    | 24        |
| 5000 м, чоловіки  | Кес Брукман      | 8:00.2    | 4         |
| 5000 м, чоловіки  | Вім де Графф     | 8:00.2    | 4         |
| 5000 м, чоловіки  | Герард Марсе     | 8:11.1    | 18        |
| 10000 м, чоловіки | Кес Брукман      | 16:51.2   | 5         |
| 10000 м, чоловіки | Вім де Графф     | 17:21.6   | 18        |
| 10000 м, чоловіки | Егберт вант Увер | 17:37.7   | 25        |

## Фігурне катання
| Спортсмен       | Дисципліна              | Обов'язкова програма | Довільна програма | Бали   | Сума місць | Місце |
| --------------- | ----------------------- | -------------------- | ----------------- | ------ | ---------- | ----- |
| Шаук'є Дейкстра | жіноче одиночне катання | 12                   | 15                | 145.80 | 140        | 12    |
| Йоан Ганаппель  | жіноче одиночне катання | 14                   | 11                | 145.85 | 145.5      | 13    |